# Metodo del foro
Il metodo del foro (noto anche come Hole Drilling method) è un metodo estensimetrico semi-distruttivo per la misura delle tensioni residue.
Il metodo trova una larghissima diffusione a livello industriale in quanto permette l'esecuzione di misure di tensioni residue relativamente a basso costo.

## Campo di applicabilità
Il metodo del foro si applica a materiali metallici e non sotto l'ipotesi di materiale isotropo, lineare ed elastico .

## Descrizione del metodo
La misura delle tensioni residue con il metodo del foro richiede una serie di operazione da realizzare.
Queste operazioni possono essere distinte in:
- Installazione della rosetta estensimetrica
- Esecuzione della foratura ed acquisizione delle deformazioni
- Calcolo delle tensioni residue

Di seguito vengono riportati brevemente i dettagli operativi necessari a ciascuna fase

### Installazione della rosetta estensimetrica
L'installazione della rosetta estensimetrica è sicuramente la prima operazione da realizzare per la misura delle tensioni residue con il metodo del foro.
Prima di procedere operativamente all'incollaggio della rosetta è necessario selezionare dai cataloghi dei fornitori di materiale estensimetrico la rosetta che meglio si adatta alle esigenze della misura: la scelta della rosetta deve essere fatta in base al materiale di base del componente analizzato, dalla geometria del provino e la posizione del punto di misura (sono disponibili in commercio rosette estensimetriche con supporto circolare o rettangolare), dalla profondità di misura richiesta nella misura ed ovviamente da considerazioni di tipo economico (sono disponibili sul mercato, sebbene a costo superiore, rosette pre-cablate che permettono di risparmiare tempo nel collegamento mediante brasatura dei cavi alla rosetta estensimetrica).
Una volta operata la selezione della rosetta più opportuna è necessario, al fine di eseguire un buon incollaggio, procedere alla preparazione della superficie.
Questo può essere eseguito mediante l'utilizzo di metodi meccanici (carteggiatura manuale) o chimici (carteggiatura manuale in presenza di acido con successiva neutralizzazione).
L'operazione deve essere realizzata al fine di asportare ad esempio ossidi e vernici al fine di ottenere un grado di rugosità superficiale ottimale per l'installazione estensimetrica.
A fine di tale operazione la superficie deve essere decontaminata da sporcizia mediante l'utilizzo di un opportuno sgrassatore.
Una volta preparata la superficie si procede all'incollaggio della rosetta utilizzando un collante tipo cianacrilato appositamente sviluppato per tale applicazione: durante l'incollaggio (1 minuto circa) è necessario applicare una pressione costante sulla superficie (ad esempio con la pressione di un dito).
Infine, nel caso sia necessario, è possibile procedere alla brasatura sulle piazzole della rosetta estensimetrica dei cavi di collegamento tra estensimetro e sistema di acquisizione.

### Esecuzione della foratura ed acquisizione delle deformazioni
Una volta eseguita l'installazione estensimetrica è necessario realizzare la foratura del materiale e l'acquisizione delle deformazioni.
Prima di procedere alla foratura sono generalmente richiesti alcuni passaggi preliminari che riguardano il posizionamento dello strumento di foratura centrato con la rosetta estensimetrica ed in contatto con la superficie del componente analizzato.
Queste 2 operazione hanno un'elevata importanza per quanto riguarda la corretta esecuzione della misura in quanto eventuali problemi in questa fase possono portare a notevoli errori nella misura per quanto riguarda l'eccentricità tra il foro e la rosetta estensimetrica e la determinazione della profondità di riferimento per la misura.
Per questo motivo queste operazioni devono essere realizzate utilizzando un sistema di misura appositamente dedicato a tale scopo: esistono in commercio sistemi automatici per la misura delle tensioni residue con il metodo del foro che permettono di eseguire il centraggio con la rosetta estensimetrica utilizzando un microscopio dedicato ed inoltre la determinazione della profondità iniziale della misura mediante una tecnica automatica a contatto elettrico.
Quest'ultima tecnica permette di determinare con precisione micrometrica la profondità per la quale la fresa va in contatto con la superficie del provino: infatti, nel momento in cui la fresa va in contatto con la superficie metallica, viene ad instaurarsi un contatto di tipo elettrico tra la fresa e la superficie del provino che la centralina elettronica del sistema è in grado di individuare.
Una volta eseguita tale operazione è possibile avviare la foratura (e quindi la misura).
La foratura è realizzata utilizzando una tecnica di foratura ad alta velocità mediante turbina ad aria compressa (circa 400'000 RPM) o mediante motore elettrico (circa 25'000 RPM).
La foratura è eseguita con avanzamenti costanti e di entità limitata: questo infatti permette di eseguire una foratura con coppie e potenze estremamente limitate: è stato infatti dimostrato che solo utilizzando tali accorgimenti è possibile rendere nulle le tensioni residue eventualmente indotte dal processo di foratura.
Solo una catena di misura di tipo automatico permette di garantire la rispondenza del processo di foratura ai requisiti tecnici riportati sopra.
Il processo di foratura viene eseguito per passi siano al raggiungimento della profondità di misura finale: utilizzando rosette di dimensioni standard (diametro di circa 5.10mm) secondo la norma di riferimento ASTM E837-13 è necessario eseguire la foratura completa in 20 passi di foratura (ciascuno di 0.05mm) sino alla profondità di 1.00mm.
Alla fine di ogni passo di foratura le deformazioni misurate dalla rosetta estensimetrica devono essere acquisite e salvate: al fine di ottenere una maggiore accuratezza nella misura è suggerito, anche in questo caso, l'utilizzo di una catena di misura automatica anche per quanto riguarda l'acquisizione delle deformazioni.
Alla fine del processo di foratura è necessario realizzare la misura del diametro reale del foro mediante l'utilizzo, ad esempio, di comparatori analogici oppure digitali montati sulla parte meccanica dello strumento.

### Calcolo delle tensioni residue
Una volta acquisite le curve di deformazione per ciascuna griglia della rosetta estensimetrica (almeno 3) è possibile procedere al calcolo delle tensioni residue utilizzando l'algoritmo di calcolo considerato più opportuno.
La norma di riferimento per la misura (ASTM E837-13) definisce alcuni algoritmi, ed i relativi coefficienti di influenza, per il calcolo delle tensioni residue.
Secondo la norma ASTM E837-13 le tensioni residue possono essere calcolate utilizzando algoritmi per tensioni costanti o variabili nello spessore del componente.
È possibile inoltre calcolare le tensioni residue mediante altri algoritmi (metodo Integrale, metodo di Schwarz-Kockelmann, metodo dell funzioni di influenza o HDM) ed applicare, se ritenuto necessario, eventuali correzioni per quanto riguarda alcuni aspetti della misura (eccentricità foro rosetta, plasticizzazione locala al bordo del foro).